# Firidun Quliyev
Firidun Quliyev (auch Guliyev oder Gulijew; * 25. Juni 1994) ist ein aserbaidschanischer Gewichtheber.

## Werdegang
Firidun Quliyev begann als Jugendlicher mit dem Gewichtheben. Er ist Student. Seine ersten internationalen Meisterschaften bestritt er bereits im Alter von 15 Jahren. Er startete 2009 bei der Jugend-Weltmeisterschaft in Chiangmai/Thailand und belegte dort in der Gewichtsklasse bis 56 kg mit 191 kg (82–109) im Zweikampf den 23. Platz. Noch im gleichen Jahr nahm er auch an der Jugend-Europameisterschaft in Eilat teil. In der Gewichtsklasse bis 62 kg erzielte er dabei im Zweikampf 205 kg (86–119) und erreichte damit den 7. Platz. 2010 belegte er bei einem IWF-Qualifikations-Wettkampf für die I. Jugend-Olympiade in Valencia in der Gewichtsklasse bis 62 kg mit 252 kg (112–140) den 2. Platz. Bei der Jugend-Olympiade in Singapur wurde er aber nicht eingesetzt, da dort die Startplätze für jedes Land quotiert waren und von Aserbaidschan andere Gewichtheber als er an den Start geschickt wurden.
Seine ersten Medaillen bei internationalen Meisterschaften gewann Firidun Quliyev im Jahre 2011. Er erzielte bei der Junioren-Europameisterschaft dieses Jahres in Bukarest im Leichtgewicht im Zweikampf 303 kg (130–173) und gewann damit die Bronzemedaille. Mit seiner Leistung im Stoßen von 173 kg erreichte er sogar die Goldmedaille.
Sehr erfolgreich verlief für Firidun Quliyev das Jahr 2012. Bei der Junioren-Weltmeisterschaft in Antigua kam er im Leichtgewicht auf 306 kg (130–176) und kam damit auf den 5. Platz. Mit seiner Stoßleistung von 176 kg wurde er Vize-Junioren-Weltmeister. Im gleichen Jahr gewann er dann bei der Junioren-Europameisterschaft in Eilat mit einer Zweikampfleistung von 316 kg (136–180) auch seinen ersten Zweikampftitel bei einer internationalen Meisterschaft. Auch mit seiner Leistung im Stoßen (180 kg) wurde er Junioren-Europameister. Im Dezember 2012 steigerte er sich im Leichtgewicht im Zweikampf auf 330 kg (140–190) und siegte damit vor Oleg Chen, Russland, 330 kg (155–175) und seinem Landsmann Əfqan Bayramov, der auf 324 kg (141–183) kam.
Im Mai 2013 musste Firidun Quliyev zunächst einen kleinen Rückschlag hinnehmen. Er kam bei der Junioren-Weltmeisterschaft in Lima im Leichtgewicht nur auf 308 kg (132–176) und belegte damit den 3. Platz. Bei der Universiade in Kasan im Juli 2013 steigerte er sich wieder auf 323 kg (142–181) und verwies damit Jaber Behrouzi, Iran, der auf 322 kg (147–175) kam, auf den 2. Platz. Bei der Weltmeisterschaft 2013 im Oktober 2013 in Wrocław zeigte er sich weiter stark verbessert. Er erzielte dort im Zweikampf 337 kg (143–194) und gewann mit dieser Leistung die WM-Bronzemedaille. Mit seiner Leistung von 194 kg im Stoßen stellte er einen neuen Junioren-Weltrekord auf und gewann die WM-Silbermedaille. Erst danach wurde bekannt, dass er bei einer Trainingskontrolle vier Monate vor den Weltmeisterschaften positiv auf Dopingmittel getestet worden war. Er wurde nachträglich disqualifiziert und für zwei Jahre gesperrt.

## Internationale Erfolge
| Jahr | Platz | Wettbewerb                                              | Gewichtsklasse | Ergebnis |
| 2009 | 23.   | Jugend-WM in Chiangmai/Thailand                         | bis 56 kg      | mit 191 kg (82–109); Sieger: Lu Yuntao, China, 213 kg (93–120)                                                                       |
| 2009 | 7.    | Jugend-EM in Eilat                                      | bis 62 kg      | mit 205 kg (86–119); Sieger: Giorgi Lomtadse, Georgien, 261 kg (116–145)                                                             |
| 2010 | 2.    | IWF-Qualifik.-Turnier f.d. Jugend-Olympiade in Valencia | bis 62 kg      | mit 252 kg (112–140), hinter Wladik Karapetjan, Armenien, 253 kg (112–141)                                                           |
| 2011 | 3.    | Junioren-EM in Bukarest                                 | Leicht         | mit 303 kg (130–173), hinter Artiom Pipa, Moldawien, 308 kg (140–168) und Giorgi Lomtadse, 307 kg (140–167)                          |
| 2012 | 5.    | Junioren-WM in Antigua                                  | Leicht         | mit 306 kg (130–176); Sieger: Wu Chao, China, 342 kg (152–190) vor Su Ying, China, 320 kg (150–179)                                  |
| 2012 | 1.    | Junioren-EM in Eilat                                    | Leicht         | mit 316 kg (136–180), vor Artiom Pipa, 314 kg (142–172)                                                                              |
| 2012 | 1.    | IWF-Grand-Prix in Baku                                  | Leicht         | mit 330 kg (140–190), vor Oleg Chen, Russland, 330 kg (155–175) und Əfqan Bayramov, Aserbaidschan, 324 kg (141–183)                  |
| 2013 | 3.    | Junioren-WM in Lima                                     | Leicht         | mit 308 kg (132–176), hinter Huang Wenwen, China, 316 kg (138–178) und Karrar Mohammed Jawad Mohammed Kadhum, Irak, 316 kg (145–171) |
| 2013 | 1.    | Universiade in Kasan                                    | Leicht         | mit 323 kg (142–181), vor Jaber Berouzi, Iran, 322 kg (147–175)                                                                      |

Erläuterungen
- alle Wettkämpfe im Zweikampf, bestehend aus Reißen und Stoßen
- WM = Weltmeisterschaft, EM = Europameisterschaft
- Leichtgewicht, Gewichtsklasse bis 69 kg Körpergewicht